# Oguni (Kumamoto)
Pour les articles homonymes, voir Oguni (homonymie).
Oguni (小国町, Oguni-machi) est un bourg situé dans le district d'Aso (préfecture de Kumamoto), au Japon.